# Brunk
Brunk – wieś w Słowenii, w gminie Radeče. W 2018 roku liczyła 9 mieszkańców.